# Avenue Eugène Demolder
Pour les articles homonymes, voir Demolder.
L'avenue Eugène Demolder (en néerlandais : Eugène Demolderlaan) est une prestigieuse avenue bruxelloise de la commune de Schaerbeek qui va de la place Eugène Verboekhoven au square François Riga en passant par le boulevard Lambermont et la rue du Dahlia.
L'artère se situe dans le quartier dit Monplaisir-Helmet, dont le plan de voiries dressé par l'ingénieur communal des Travaux Octave Houssa est approuvé en séance du Conseil communal du 03.11.1904 puis par l'arrêté royal du 21.04.1906, en même temps que ceux des trois autres nouveaux quartiers de Schaerbeek – Monrose, Linthout et de la Vallée Josaphat. L'avenue est ouverte en 1908-1909.
Comme nombre de rues du quartier Monplaisir, le nom de l'artère rend hommage à un écrivain belge.
Cette avenue porte le nom de l'écrivain, Eugène Demolder, né à Molenbeek-Saint-Jean le 16 décembre 1862 et décédé à Essonnes le 19 octobre 1919. Le choix d'Eugène Demolder est approuvé en séance du Collège communal du 13.02.1906.
Résidentielle, l'avenue est essentiellement composée de maisons unifamiliales ou de rapport de styles éclectique ou Beaux-Arts, conçues entre 1907 et 1913. Au sein de ce bâti s'insèrent quelques immeubles de l'entre-deux-guerres, de styles Beaux-Arts ou Art Déco. Vers la fin de l'artère, ce sont les constructions de cette période qui dominent.
L'avenue est marquée par de nombreuses enfilades particulièrement homogènes. Plusieurs maisons sont primées aux concours de façades organisés par la Commune (n° 33, 34, 38, 43, 42-44, 46, 78, 82, 88, 90 et 152).
Quelques architectes ont à leur actif plusieurs habitations de l'avenue : Joseph Diongre (n°14, 51, 53, 100, 101 à 107), François Hemelsoet (n° 22, 24, 26, 27, 28, 31, 32, 48, 52, 54, 59, 98, 104, 108, 109, 114, 116, 134 et 136) et Jean Teughels (n° 1, 35-39, 57, 75, 111, 113, 115, 120, 122, 129, 131, 132 et 138).

## Adresses notables
- nos 50-52 : maison construite par Joseph Diongre en 1906
- n° 48: Hôtel particulier de style éclectique construit par François Hemelsoet en 1913.
- n° 152: Ce bâtiment éclectique (1911) était la maison personnelle de l'architecte Oscar Lauwers. Ce dernier travaillait avec l'atelier Salu qui réalisa pour lui les bas-reliefs des écoinçon sous la corniche.

## Galerie de photos

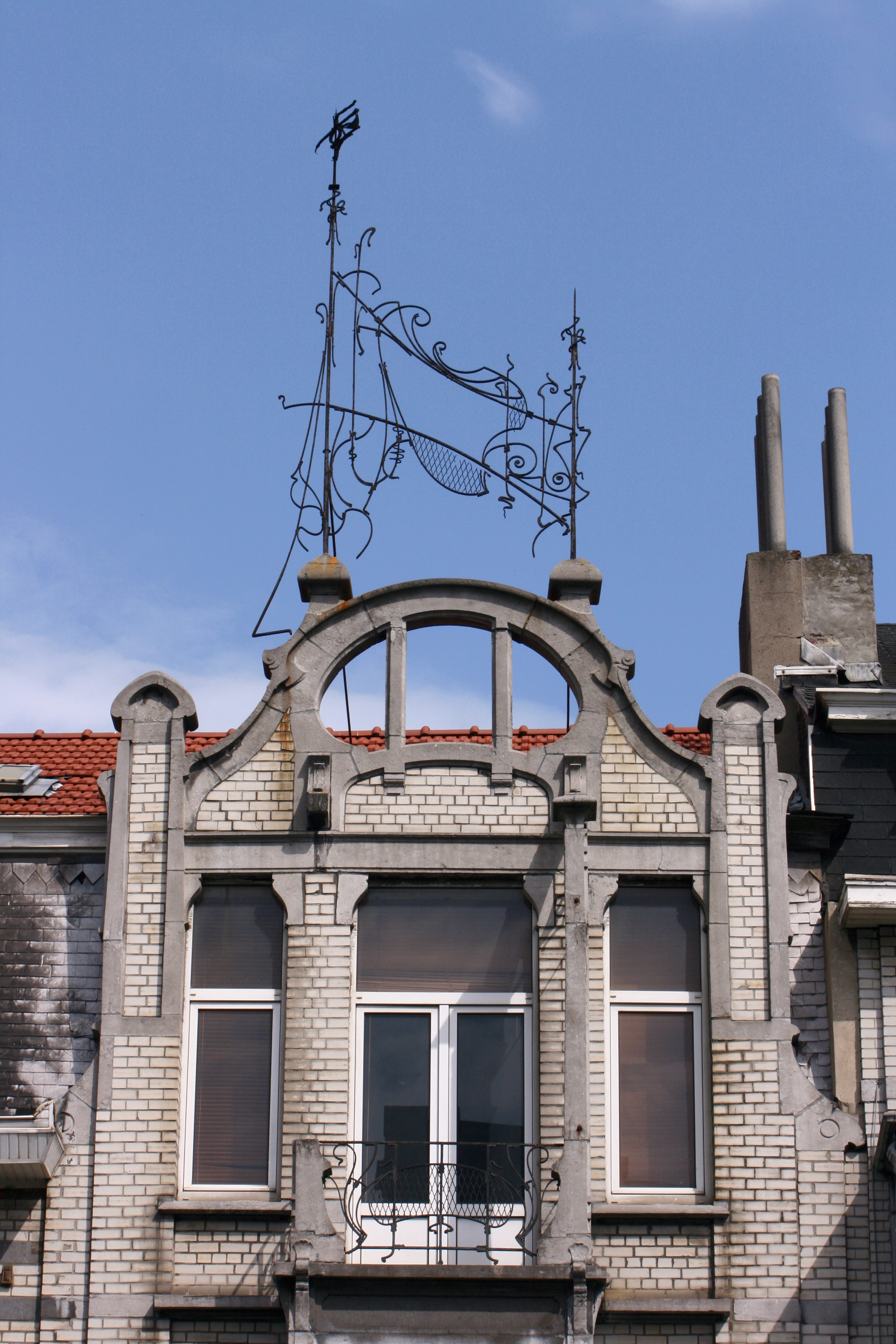
no 24
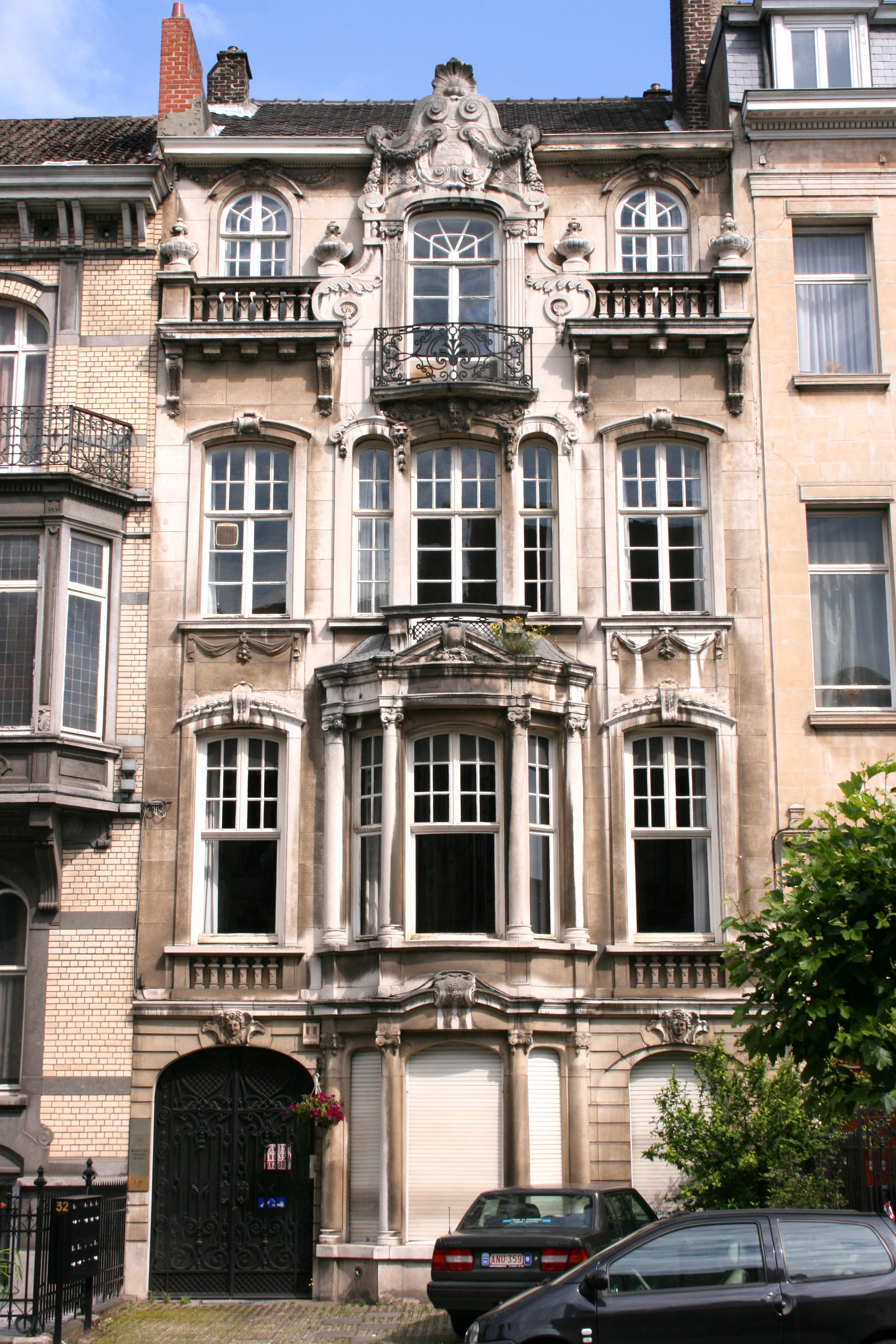
no 32
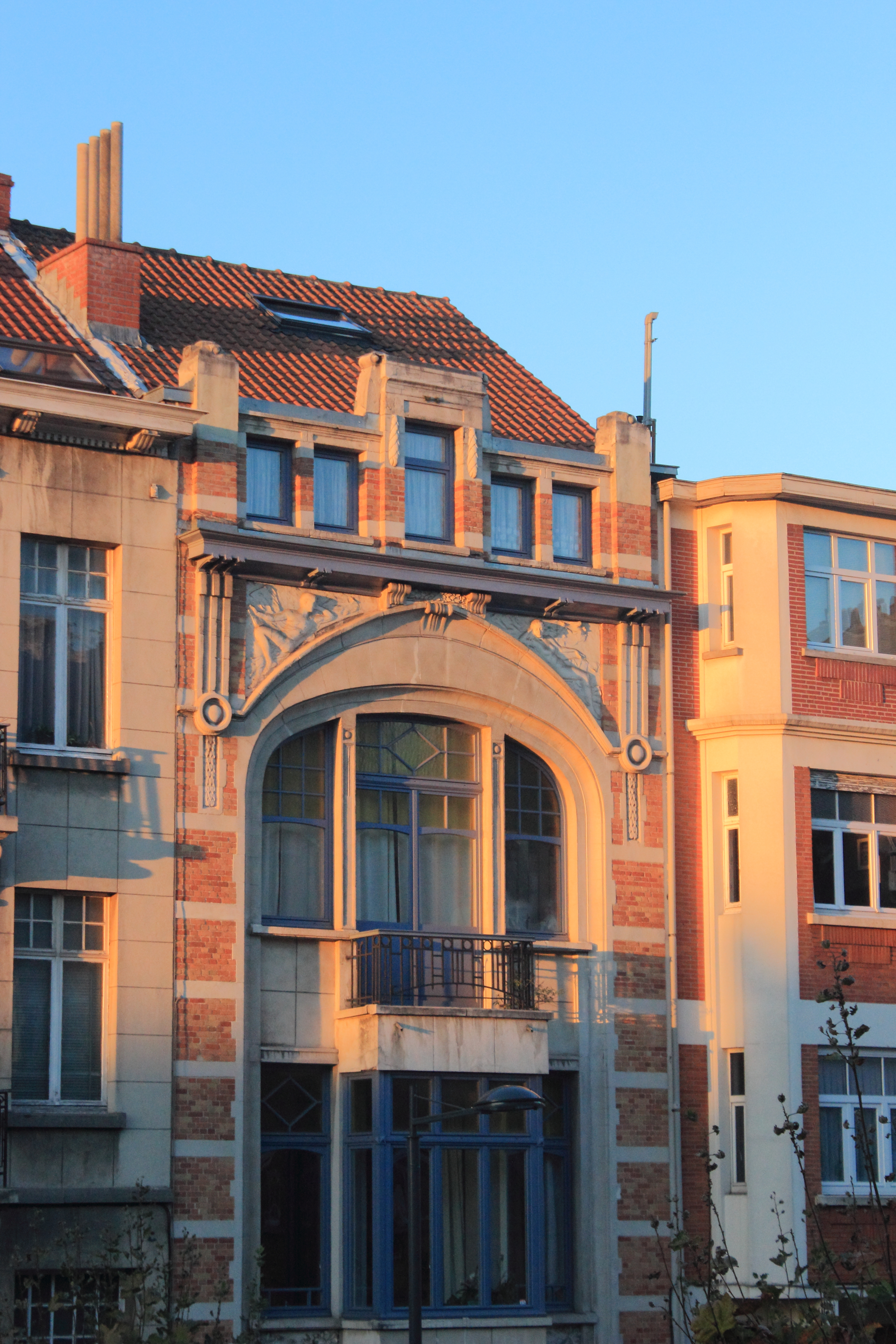
no 152